# Todd Oldham
 (juillet 2018).
Todd Oldham, né le 22 octobre 1961 à Corpus Christi, est un styliste et designer américain.

## Biographie
Oldham est né Jacky Todd Oldham à Corpus Christi, Texas, en 1961, de Jack et Linda Oldham. Il a deux sœurs et un frère. À l'âge de 15 ans, il a créé sa première robe lorsqu'il a cousu des taies d'oreiller. Son père était un informaticien et la famille s’est déplacée à cause du travail de son père, y compris un séjour de quatre ans en Iran quand Oldham avait 12 ans. Il a déménagé à Dallas, au Texas, après avoir obtenu son diplôme de lycée. Son premier travail était dans le département des modifications au Polo Ralph Lauren. Il a emprunté 50 dollars à ses parents, acheté 41 m de jersey de coton blanc, l'a teint et a rassemblé une collection minuscule qu'il a vendue à Neiman Marcus.

### Carrière
Oldham a montré sa première collection en 1981, a lancé sa première ligne de vêtements en 1989 et a remporté le prix du Conseil des créateurs de mode Perry Ellis pour les nouveaux talents de la mode en 1991. En 1998, Oldham a déménagé à New York avec son associé, Tony Longoria. Oldham a été consultant créatif chez Escada entre 1995 et 1997. Il a lancé une ligne de parfums en 1995 et a conçu une ligne de vêtements pour Target (2002-2003). En 1995, il produit une ligne de vêtements associée au film Batman Forever. Oldham a conçu des meubles et des accessoires pour la maison pour les meubles La-Z-Boy (2003-2007) et a exercé les fonctions de directeur de la création pour Old Navy.
Oldham a conçu l'hôtel de South Beach en 1999.
Todd Oldham est devenu largement connu des téléspectateurs américains grâce à ses nombreuses apparitions à la télévision. Oldham était notamment l'hôte du segment Todd Time de la House of Style de MTV de 1993 à 1999. Ses apparitions dans House of Style ont permis de faire avancer sa carrière dans les années 1990. Il a également animé Fashionably Loud sur MTV en 1999 et a récemment servi de mentor aux candidats du Top Design de Bravo.
Oldham est également activement impliqué dans l'édition de livres. Il a produit plusieurs livres sur divers aspects du style pour Ammo Books dans le cadre de la série Place Space. La série comprend des photos et des essais sur le cinéaste John Waters, le quartier des artistes situé dans le nord de l’État de New York, appartenant à Joe Holtzman (fondateur du magazine Nest), ainsi que sur les logements hors campus de la Rhode Island School of Design et de Bedrock City. Oldham a créé Hand Made Modern, sans frontières et divers autres titres. En juin 2007, Oldham a publié une monographie de l’œuvre de l’artiste Charley Harper intitulée An Illustrated Life.